# Apostolisches Vikariat Alexandria in Ägypten
Das Apostolische Vikariat Alexandria in Ägypten (lat.: Apostolicus Vicariatus Alexandrinus Aegypti) ist ein in Ägypten gelegenes römisch-katholisches Apostolisches Vikariat mit Sitz in Alexandria.

## Geschichte
Das Vikariat wurde am 18. Mai 1839 aus Gebietsabtretungen des Apostolischen Vikariats Syrien, Ägypten, Arabien und Zypern als Apostolisches Vikariat Ägypten und Arabien begründet, änderte am 27. Januar 1951 seinen Namen in Apostolisches Vikariat Alexandria in Ägypten und, nachdem es am 30. November 1987 die Apostolischen Vikariate Heliopolis in Ägypten und Port-Said in sich aufgenommen hatte, in Alexandria in Ägypten (-Heliopolis in Ägypten-Port-Said). Das Vikariat umfasste 1839 bei seiner Gründung die Gebiete von Ägypten, dem Sudan und der Arabischen Halbinsel. Das Gebiet der Arabischen Halbinsel gab das Vikariat 1851 an das Apostolische Vikariat Galla ab. Die Gebiete südlich von Ägypten wurden am 3. April 1846 als Apostolisches Vikariat von Zentralafrika mit Sitz in Khartum abgetrennt.

## Ordinarien
Bis 1921 war der Apostolische Vikar auch Apostolischer Delegat des Heiligen Stuhls in Ägypten und Arabien.

### Apostolischer Vikar von Ägypten und Arabien (1839–1851)
- Perpetuo Guasco OFMObs (1839–1851)

### Apostolische Vikare von Ägypten (1851–1951)
- Perpetuo Guasco OFMObs (1851–1859)
- Paškal Vujičić OFMObs (1860–1866) (danach Apostolischer Vikar von Bosnien)
- Ljudevit Ćurčija OFMObs (1866–1881)
- Anacleto Chicaro OFMObs (1881–1888)
- Aurelio Briante OFM (1904–1921)
- Félix Couturier OP (1919–1921) (Apostolischer Visitator) (danach Bischof von Alexandria in Ontario)
- Igino Nuti OFM (1921–1949)
- Jean-de-Capistran Cayer OFM (1949–1951)

### Apostolische Vikare von Alexandria in Ägypten
- Jean-de-Capistran Cayer OFM (1951–1978)
- Egidio Sampieri, OFM (1978–2000)
- Giuseppe Bausardo SDB (2001–2008)
- Adel Zaky OFM (2009–2019)
- Elia Eskandr Abd Elmalak OFM (2019–2020) (Apostolischer Administrator)
- Claudio Lurati MCCJ (seit 2020)

## Statistik
Das nun ganz Ägypten umfassende Vikariat zählte 1949 noch 32.000 Katholiken des lateinischen Ritus, deren Zahl aber immer weiter abnahm, so dass es 2002 nur noch 9000 waren. Auch die Zahl der Pfarreien sank in dieser Zeit von 28 auf 17. Gleichzeitig stieg aber die Zahl der einheimischen Diözesanpriester von 3 auf 7 und die der Ordenspriester von 119 auf 159. Lediglich die Zahl der Ordensschwestern sank von 915 auf 776.
Die beiden aufgenommenen Vikariate waren im Jahre 1980 zahlenmäßig noch wesentlich kleiner. So zählte Heliopolis nur 1.600 Katholiken in 5 Pfarreien und das Vikariat Port-Said 375 Katholiken in 3 Pfarreien. Hält man die Zahl der Priester dagegen, so kommen unglaubliche Zahlen heraus. Denn Heliopolis hatte 4 Diözesan- und 66 Ordenspriester (22 Katholiken pro Priester) und Port-Said 4 Ordenspriester (93 Katholiken pro Priester).

## Weitere katholische Kirchen
Neben dem für die Katholiken des lateinischen Ritus zuständigen Vikariat existieren in Ägypten Eparchien der mit Rom unierten Ostkirchen. Die größte unter ihnen ist die koptisch-katholische Kirche mit dem Patriarchen von Alexandrien an der Spitze.